# Château de Sinzig
Le château de Sinzig (allemand : Schloss Sinzig) est un château allemand situé dans la ville de Sinzig dans le Land de Rhénanie-Palatinat.

## Histoire
De 1854 à 1858, Gustav Bunge, un marchand de Cologne, fit bâtir à Sinzig une résidence d'été dans le style d'un château néogothique. L'architecte Vinzenz Statz (de) l'édifia sur les fondations d'un château fort entouré de douves érigé par les ducs de Jülich-Berg et détruit par les Français en 1689.
Les jardins furent aménagés sur les plans de Joseph August Lenné à la manière d'un parc romantique. Les anciennes douves du château et la chemise fortifiée qui enveloppait le donjon furent préservées.
L'artiste Carl Christian Andreae, gendre du maître d'œuvre, a peint de 1863 à 1865 la chambre de la tour et a conçu le plafond à cassettes du salon.
Le château est resté jusqu'en 1952 propriété de la Famille Bunge Koenigs. Il a été racheté en 1956 par la ville de Sinzig, qui utilise aujourd'hui la chambre de la tour ou, alternativement, la salle de la culture pour des mariages et des concerts. Depuis 1988, le château et le parc sont protégés au titre des monuments historiques.

### Le musée
Une exposition permanente a été aménagée en 1956 dans le château.
Cette exposition regroupe notamment la collection d'art de Philipp Niederée, qui, outre des tableaux de Johann Martin Niederée, comprend aussi des sculptures, des meubles et  des ustensiles de ménage, laquelle a été enrichie au fil des années par des prêts, des donations et des acquisitions.
Le musée présente en outre régulièrement des expositions temporaires et organise des journées des portes ouvertes.